# Richard Steinheimer
Richard Steinheimer (* 23. August 1929 in Chicago, Illinois; † 4. Mai 2011 in Sacramento, Kalifornien) war ein US-amerikanischer Eisenbahn-Fotograf und Buchautor. Vielfach wird er als der Ansel Adams der Eisenbahnfotografie bezeichnet.

## Leben
Nach der Scheidung seiner Eltern zog er 1935 mit seiner Mutter nach Phoenix (Arizona). 1939 zog die Familie nach Glendale (Kalifornien). 1945 begann er mit einer Kodak Baby Brownie mit dem Fotografieren. Von Beginn an konzentrierte er sich auf vor allem auf Eisenbahnaufnahmen. Ab 1947 nutze er eine Speed-Graphic-Kamera.
Ab 1949 studierte er auf dem San Francisco College unter anderem bei Joe Rosenthal sowie an der San José State University. 1950 arbeitete er bei Glendale News als Pressefotograf. Seinen Militärdienst absolvierte er bei der US Navy von 1951 bis 1953 als Fotojournalist. Danach setzte er seine Tätigkeit als Bahnfotograf fort. Er konzentrierte sich dabei vor allem auf den Westen der Vereinigten Staaten.
Von 1956 bis 1962 arbeitete er als Fotojournalist für das Marin Independent Journal, danach war er freiberuflich tätig. 1963 erschien sein erstes eigenes Buch bei Kalmbach Publishing. Seine erste Ausstellung erfolgte 1965 in Grand Central Terminal in New York. In der Zeitschrift Trains dieses Verlages erschienen zwischen 1948 und 2011 über 400 seiner Fotos. Als Fotograf arbeitet unter anderem auch für Raumfahrtunternehmen in Silicon Valley.
1983 erhielt er den Senior Achievement Award in Photography der Railway and Locomotive Historical Society.
Er war seit 1984 in zweiter Ehe mit der Fotografin und Journalistin Shirley Burman verheiratet. Im Jahr 2000 wurde bei ihm Alzheimer diagnostiziert. 2007 erlitt er einen Schlaganfall.

## Werke
- 1963: Backwoods railroads of the West; a portfolio.
- 1963: Fotos zu „Central Pacific & the Southern Pacific Railroads“ von Lucius Beebe
- 1965: Western trains
- 1980: Electric way across the mountains : stories of the milwaukee road electrification
- 1982:  zusammen mit Donald Sims: Growing up with trains : a southern California album
- 1983:  zusammen mit Ted Benson: Growing up with trains II : a northern California album
- 1989:  zusammen mit Dick Dorn: Diesels over Donner : mountain soul of the Southern Pacific
- 1999: Done honest & true : Richard Steinheimer's half century of rail photography
- 2004: Passion for trains : the railroad photography of Richard Steinheimer